# Nilton Bonder
Rabino, Escritor, Dramaturgo e Acadêmico da ACL 
. Nascido em Porto Alegre, em 27/12/57
. Rabino Chefe da Congregação Judaica do Basil
. Idealizador e Diretor do Midrash Centro Cultural

. Acadêmico da Academia Carioca de Letras, ocupando a cadeira de nº 8.
LEIA o DISCURSO DE POSSE
. É o rabino mais antigo em atividade no Brasil (são + de 30 anos de rabinato)
. Como escritor, é autor de mais de uma vintena de livros,  sobre diversos temas vistos sob a ótica judaica.
Seus livros são publicados também na Holanda, Itália, Alemanha, Estados Unidos, China, Rússia, Coréia do Sul, Espanha, Itália,  República Tcheca, etc.
. Sua obra A alma imoral, que deu origem à peça homônima interpretada por Clarice Niskier, é um dos maiores sucessos do teatro brasileiro em todos os tempos, decorridos mais de dez anos de sua estreia. Alma Imoral estreou no cinema sob a direção de Silvio Tendler e está disponível no canal do Canal Curta no Youtube.
. É um ativo defensor dos direitos humanos e promotor do ecumenismo religioso.
. Dramaturgo de Cura, espetáculo da Cia. de Dança Deborah Colker, e da peça Eros, com direção de Marcio Abreu.
. É casado com Esther, arquiteta e artista plástica  com quem tem 3 filhos: Daniel, Alice e Ana Laura. 
FORMAÇÃO ACADÊMICA:
· MBS em Engenharia Mecânica pela Universidade de Columbia, Nova Iorque,
· Bacharel em Literatura Hebraica, Joint Program, Universidade de Columbia/ Jewish Theological Seminary, Nova Iorque,
· Mestrado em Literatura Hebraica, pelo Jewish Theological Seminary, Nova Iorque,
· Ordenação Rabínica, pelo Jewish Theological Seminary, N.Y,
· Doutorado em Literatura Hebraica, pelo Jewish Theological Seminary, Nova Iorque,
. Doutor Honoris Causa, pelo Jewish Theological Seminary, Nova Iorque, 
TRABALHOS ECUMÊNICOS:
· Membro do Diálogo Judaico-Cristão
· Organizador do Fórum das Religiões (ISER)
· Co-organizador da Vigília Religiosa durante a ECO-92
· Comitê organizador das Denominações Religiosas na Campanha Contra a Fome, IBASE/ Viva-Rio 
PRÊMIOS:
. Dean's List - Por Reconhecimento Acadêmico Ano 1984,85,86
. Prêmio em Literatura pela Universidade Hebraica de Jerusalém com o trabalho - "Misticismo e a obra de S.Y. Agnon" - publicado pelo Boletim Universitário, 1984
. Samuel Held Memorial Prize - Por excelência em estudos Bíblicos, 1985
. Lamport Homiletic Prize, 1987
. Medalha Pedro Ernesto, Câmara dos Vereadores do RJ, 1994
. Blanton Peale Prize - Best Religious Book of the Year, 1997
. Prêmio Jabuti de Literatura -- 2000
. Best Jewish Writting of 2002 -- Tikkun Magazine
. Grande-Colar do Mérito do Tribunal de Contas da União, 2017
.Prêmio Afrânio Coutinho, da União Brasileira de Escritores, 2019 
CARGOS OCUPADOS:
· Rabino da Associação Religiosa Israelita do RJ
· Representante regional da América do Sul da Rabbinical Assembly
· Coordenador para a América Latina do Movimento Jewish Renewall
· Secretario Executivo do ISER, Instituto Superior de Estudos da Religião
· Presidente do ISER, Instituto Superior de Estudos da Religião
· Professor do curso de especialização "Teoria e Praxis do Meio Ambiente", com apoio da Comunidade Européia e das Nações Unidas.
· Professor palestrante da Fundação Dom Cabral associada à Kellogs Foundation.
· Membro do State of the World Forum
· Consultor do Comitê Permanente sobre Educação no Futuro patrocinado pelas Nações Unidas.
· Pesquisador do Jewish National Broadcasting Archives do Jewish Museum, Nova Iorque,
· Fundador do Programa ARCA, Apoio Religioso Contra a Aids, ISER
· Conselheiro do PIM, Programas Integrados de Marginalidade
. Membro do Conselho Internacional pela Dignidade, Perdão e Reconciliação - ARA PACIS INITIATIVE 
CURSOS E APERFEIÇOAMENTO:
· Curso de Biblioteconomia em Manuscritos com Prof. M. Schmelzer, Jewish Theological Seminary, NY
· Pastoral Care for Acute Diseases - Memorial Sloan Kettering Hospital - NY
· Textos Clássicos da Cabala e Misticismo Judaico - Dept. de Literatura da Universidade Hebraica de Jerusalém, sob orientação da Sra. M. Shaitz
· Estudos com o Rabino Zalman Schachter na Philadelphia e em Boulder. 